# 101 kiskutya (film, 1996)
A 101 kiskutya (eredeti cím: 101 Dalmatians) 1996-ban bemutatott, Stephen Herek által rendezett amerikai kaland-filmvígjáték, amely valós díszletekkel készült élőszereplős felújítása, a Disney által készített rajzfilmnek, ami ugyanezt a 101 kiskutya címet viseli, amíg az eredeti ötletet Dodie Smith Száz meg egy kiskutya című regénye ihlette. A forgatókönyvet John Hughes írta. Az élőszereplős játékfilm producerei John Hughes és Ricardo Mestres. A film legnagyobb jelentőséggel bíró szerepét, vagyis Szörnyella De Frászt, a hétszeresen Oscar-díjra jelölt Glenn Close alakítja. További szerepekben olyan színészek láthatók, mint Jeff Daniels, Joely Richardson, Joan Plowright, Mark Williams és Hugh Laurie. A filmet BAFTA-díjra és egy Golden Globe-díjra is jelölték. A mozifilm a Walt Disney Pictures és a Great Oaks Productions gyártásában készült, a Buena Vista Pictures forgalmazásában jelent meg. A zenéjét Michael Kamen szerezte.
Amerikában 1996. november 18-án, Magyarországon 1997. március 20-án mutatták be a mozikban.

## Cselekmény
Roger (Jeff Daniels) és Anita (Joely Richardson) a parkban ismerkednek össze kutyasétáltatás során, dalmatáiknak Pongónak és Perditának köszönhetően. A kutyák között azonnal szerelem alakul ki, és, ahogy gazdáik is megismerkednek, rövidesen megkedvelik egymást. Mivel nincs szívük kettéválasztani szerelmes kutyáikat, elhatározzák, hogy ők is egybekötik életüket és összeházasodnak. Hamarosan a két dalmatának 15 apró kis kölyke születik, és úgy tűnik Anita is anyai örömök elé néz. Az idillnek azonban hamar vége szakad, ugyanis Anita korábbi főnöke, a velejéig gonosz, divatmegszállott Szörnyella De Frász (Glenn Close) szemet vet a kis jószágokra. Anita egyik korábbi vázlatrajza egy pöttyös bundakabátról adott neki ihletett, ezért meg akarja szerezni a kölyköket, hogy a szőrükből bundát csináltathasson magának. 7500 dollárt ajánl fel a kölykökért, ám Roger és Anita egyértelműen visszautasítják, így Szörnyella dühösen elviharzik. Felbérel két besurranó tolvajt Horace-t (Mark Williams) és Jaspert (Hugh Laurie), hogy rabolják el a kutyákat, akik ezt sikeresen meg is teszik, és egy elhagyatott birtokra viszik a kölyköket, ahol immár 99 dalmatakölyök raboskodik, akikből szőrmét szándékoznak készíteni.
Az elrabolt kölykök híre hamarosan végigfut egész Londonon, így míg a rendőrség nyomoz, az állatok is keresést indítanak, hogy megtalálják őket. Egy öreg vidéki juhászkutya, rátalál a birtokra, ahol a kutyák vannak és sikeresen kiszabadítja mind a 99-et, míg a tolvajok alszanak. Nemsokára az erdő valamennyi állata segít a kutyakölyköknek a hazajutásban, és hogy feltartóztassák a két rablót, akik időközben kutyák után iramodnak. A városban tovább folytatódnak a keresések, így Pongó és Perdita, értesülvén kölykeik szabadulásáról elindulnak, hogy megtalálják őket. Közben Szörnyella is a kölyök nyomába ered, és követi őket egy elhanyagolt istállóig, ahol a pajta állatai alaposan ellátják a baját a nőszemélynek; egy üstnyi melasz és sár csapdájába ejtik.
A végén természetesen minden jóra fordul: Szörnyellát és társait letartóztatják, a 99 plusz még két dalmata (összesen 101) végül hazatalál, Roger és Anita mindannyiukat boldogan örökbe fogadják, és Anglia egyik külvárosi részébe költöznek egy hatalmas házba, mind a 101 kutyával és újszülött gyermekükkel.

## Szereplők
| Szerep              | Színész          | Magyar hang          |
| ------------------- | ---------------- | -------------------- |
| Szörnyella De Frász | Glenn Close      | Borbás Gabi          |
| Roger               | Jeff Daniels     | Szabó Sipos Barnabás |
| Anita               | Joely Richardson | Györgyi Anna         |
| Nanny               | Joan Plowright   | Győri Ilona          |
| Jasper              | Hugh Laurie      | Dörner György        |
| Horace              | Mark Williams    | Gesztesi Károly      |
| Nyúzó               | John Shrapnel    | (nem szólal meg)     |
| Alonzo              | Tim McInnerny    | Kocsis György        |
| Frederick           | Hugh Fraser      | Bácskai János        |
| Herbert             | Zohren Weiss     | Előd Álmos           |
| Alan                | Mark Haddigan    | Gáspár András        |
| Rendőr felügyelő    | Michael Percival | Szalay Imre          |
| Pap                 | Neville Phillips | Dobránszky Zoltán    |
| Bulldogos nyugdíjas | John Evans       | Pataky Imre          |
| Nők a parkban       | Hilda Braid      | Némedi Mari          |
| Nők a parkban       | Margery Mason    | (nem szólal meg)     |
| Portás              | John Benfield    | Garai Róbert         |
| Rendőrök            | Andrew Readman   | Szűcs Sándor         |
| Rendőrök            | John Peters      | Dimulász Miklós      |
| Rendőrök            | Bill Stewart     | Fazekas István       |
| Orvos               | Gerald Paris     | Varga Tamás          |
| Állatorvos          | Joe Lacey        | Végh Ferenc          |
| Riporter            | Brian Capron     | Kőszegi Ákos         |